# 駭人怪物
《駭人怪物》（：／）是韓國導演奉俊昊所執導的第3部作品，演員包含宋康昊、邊希峰、朴海日和裴斗娜等。《駭人怪物》是一部融合恐怖、諷刺與黑色幽默的電影，創下1,301萬人次的觀影紀錄，成为當時韓國電影歷史上的票房冠軍，該紀錄保持至2009年才被《阿凡達》超越。《駭人怪物》獲得許多國內外的大獎，許多電影評論家亦給予《駭人怪物》相當高度的肯定。

## 劇情介紹
西元2000年，在韓國龍山基地內，一名美軍科學家不顧屬下勸阻，將兩百罐過期的甲醛倒入漢江。兩年後，附近漁民在釣魚過程中發現一種醜陋的小型生物，生物掉進河裡不知所蹤。
2006年，性格癡傻的朴阿斗與家人居住在漢江河岸。一天，阿斗與周遭遊客目擊漢江大橋下突然出現之前從未見過的生物。忽然間，這個不明生物開始攻擊起圍觀的群眾，漢江河岸頓時成了人間煉獄。康斗與一名駐韓美軍士兵唐納德嘗試解救被攻擊的人群，然而唐納德被攻擊倒地，阿斗也成為怪物的目標。在驚慌失措中阿斗想帶女兒賢書逃生，卻拉錯別人的手，導致賢書被怪物吞噬。攻擊過後，怪物所造成的傷害，幾乎將首爾全面癱瘓。阿斗與其父親希峰、弟弟南一、妹妹南珠一起來到罹難者葬禮上悼念賢書，南一怒斥阿斗的失誤導致賢書死亡。此時穿著生化防護服的政府人員出現，聲稱這不明生物身上帶有一種可怕的病毒。在得知阿斗被怪物的血噴灑過後，朴家人全被關進防疫醫院，漢江周圍立即成為封鎖區。
住院期間，阿斗突然接到賢書打來的電話。她解釋說自己被怪物帶到一處下水道內，但是她的電話耗盡電量失聯。為解救賢書，朴家人用計逃離了醫院，父親希峰從黑幫那裡購買了幾把步槍、下水道地圖與一輛防疫車，並賄絡把關的官員，終於回到漢江河岸。與此同時，一對無家可歸的兄弟世昕和世柱在漢江大橋附近拾遺時，被怪物襲擊並吞下。牠返回到下水道的巢穴並將他們吐出。只有世柱還活著。賢書幫助世柱躲藏在怪物無法到達的管道內。
朴家人嘗試到下水道尋找賢書，卻一無所獲。他們先回到家中歇息，在阿斗睡著期間，希峰告訴兒女阿斗年幼時誤食農藥與遭到鄰居毆打，才變得癡傻，希望他們照顧這個哥哥。此時，醒來的阿斗看見怪物在外頭飲用雨水，希峰藉機偷襲了怪物，怪物攻向眾人所在的房屋。在激戰中，由於阿斗數錯了子彈不小心將空槍交給父親，造成怪物殺死了希峰。阿斗被趕到的軍隊俘虜，南一和南珠彼此分離。隨著唐納德因感染病毒死亡，美軍決定介入韓國，他們宣布準備向河中釋放一種稱為黃劑的有毒化學物質來殺死怪物。
南一找上從前的學長尋求幫助，獲得賢書的電話訊號位置來自元曉大橋北面，同時得知政府對他們家人發起懸賞。學長與同事們試圖俘獲南一，他跳下大橋逃脫時卻摔傷頭部，於昏厥前將賢書的位置發送給南珠。南珠前往賢書位置的路上再次遭遇怪物，她嘗試用弓箭將其射殺，卻因反應過慢被怪物撞下溝渠，鑽不進溝渠的怪物揚長而去。在醫院，醫生們嘗試用鎮靜劑制服阿斗，一名美國病理學家來到，寄望於在阿斗的體內找到病毒，當屬下疑惑不解時，病理學家解釋病毒不存在，一切只是政府的誤報，先前的唐納德更是死於手術休克而非病毒。阿斗在一旁聽聞真相，他們決定對阿斗進行開腦手術以使他沉默。
阿斗將一名護士劫為人質逃離醫院。南一在昏迷中醒來後遇到一個街友，在南一用錢賄絡他後，他也參與找回賢書的行動。當怪物在睡覺時，賢書使用死者衣服與水管製成的鈎索嘗試逃出洞口，然而在攀爬過程中卻被怪物用尾巴抓住，她意識到怪物只是假裝入睡，以誘使她暴露行蹤，她和世柱最後被怪物吞噬了。來到大橋下的阿斗找到了怪物，並看到賢書的手臂從它的嘴伸出，從溝渠中爬出的南珠也追上前去。在江邊，有大批群眾抗議政府的投毒計畫，此時怪物出現攻擊人群，使得黃劑倉促在陸地上投放，造成怪物的昏迷以及周圍民眾出現吐血症狀。阿斗將賢書從嘴里拉出來，看到她仍然抓著世柱的手，她為保護他而死。
朴家人知曉賢書的死悲痛不已，眾人開始反擊。街友對怪物潑灑汽油，南一嘗試投擲汽油彈燒死怪物，最後一枚汽油彈卻因手滑摔破，南珠用剩餘的火點燃箭矢終於射中怪物。被點燃的怪物痛苦不堪想逃回河中。阿斗在最後時刻用一根鐵桿刺穿怪物的喉嚨，將其殺死。在為賢書哀悼之際，阿斗發現世柱恢復呼吸。一段時間後，阿斗收養世柱，並繼承父親的小吃店。在一個雪夜裡阿斗聽到河水的聲音，拿起步槍檢查是否還有其他怪物，但什麼也沒發現。他和世柱一起吃晚飯，無視事件發生後的新聞播報。

## 演員
| 演員                                      | 角色                      | 簡介 |
| 吳達庶(配音) 오달수                       | 怪物 괴물                 | 因變質甲醛汙染河水，導致基因突變的巨大生物。尾巴靈活，攀爬能力極強，有一定的智商，懂得裝死與儲藏食物。               |
| 宋康昊 송강호                             | 朴阿斗 박강두             | 朴家長子(36歲），四肢發達但性格愚鈍，有嗜睡症。妻子在生下女兒賢書後就跑了，因賢書被怪物擄走展開救援行動。            |
| 高我星 고아성                             | 朴賢書 박현서             | 朴家最小成員，阿斗的女兒，13歲中學生，遭怪物吞食並吐出後奇蹟似地活下來，在下水道艱難求生。                           |
| 邊希峰 변희봉                             | 朴希峰 박희봉             | 朴家長者，阿斗的父親（59歲），多年前似乎與犯罪分子有來往，對於以前沒有照顧好阿斗深感歉疚。與阿斗一起經營小吃店維生。 |
| 朴海日 박해일                             | 朴南一 박남일             | 朴家次子，阿斗的弟弟（29歲），性格火爆。家中唯一有上過大學的成員，曾參與過學生運動。出社會後長期失業，飲酒消愁。     |
| 裴斗娜 배두나                             | 朴南珠 박남주             | 朴家么女，阿斗的妹妹（25歲），職業射箭選手，優柔寡斷的個性，導致在緊要關頭時常沒辦法果斷射擊。                       |
| 大衛·約瑟夫·安塞爾莫 David Joseph Anselmo | 唐納德·懷特 도날드 화이트 | 駐韓美軍士兵，與阿斗嘗試解救被怪物攻擊的人群，被怪物壓斷右臂，後來截肢。被診斷出感染怪物病毒的第一人。               |
| 李在應 이재응                             | 世昕 세진                 | 流浪少年，世柱的哥哥。嘗試帶弟弟偷取朴家食物，卻被怪物吞食而亡。                                                     |
| 李東浩 이동호                             | 世柱 세주                 | 流浪少年，世昕的弟弟。與哥哥被怪物吞食後幸運活下來，跟賢書一起躲避怪物求生。                                         |
| 林畢聖 임필성                             | 「肥‧格瓦拉」 뚱게바라    | 本名不詳，南一的大學學長。在電信公司就職，幫助南一調查出賢書的位置，想抓捕南一換取賞金。                             |
| 尹帝文 윤제문                             | 街友 노숙자               | 在南一昏迷時收留他的街友，受南一收買後答應拯救賢書。                                                                 |
| 朴努植 박노식                             | 黑社會成員 흥신소 직원 역 | 幫助朴家人逃出醫院的犯罪團夥頭目。                                                                                   |
| 金雷夏 김뢰하                             | 黃衣政府人員 노랑 1 역    | 在受害者喪禮上宣布怪物病毒存在的政府官員。                                                                           |
| 劉延洙 유연수                             | 曹科長 카오 족장          | 管理防疫車進出漢江區域的政府主管，受希峰賄絡後放朴家人通行。                                                         |
| 高水熙 고수희                             | 護士長 간호사 역          | 被阿斗脅持作為人質的護士。                                                                                           |
| 保羅·拉扎 Paul Lazar                      | 美國醫生 미국 의사        | 負責監督阿斗的醫生，跟屬下討論阿斗的狀況時透露病毒實際上不存在。                                                     |
| 史考特·威爾森 Scott Wilson                | 道格拉斯 더글러스         | 龍山基地的美國科學家，下令傾倒變質甲醛至下水道導致怪物誕生的元凶。                                                   |

## 背景
《駭人怪物》這部電影是奉俊昊執導的第三部長片。因為奉俊昊執導的前兩部電影《綁架門口狗》（奉俊昊處女作）與《殺人回憶》獲得票房成功，加上評論家一致給予許多的正面評價，所以這部電影的製作預算達到100億韓元，遠高於一般韓國電影。

## 拍攝
《駭人怪物》有些拍攝場景位於漢江附近真正的下水道。演員及工作人員都由醫務人員來施打破傷風疫苗。拍攝期間，劇組不得不面對天氣和環境溫度變化的影響。因為污水在寒冷的溫度下已經凍結，所以工作人員不得不讓其融化。高溫且強風吹拂時，水氣蒸發，淤泥變為塵土，隨著微風影響工作人員的視線。

## 特效
導演不得不解決預算限制，尤其是當《駭人怪物》涉及特效。怪物的造型設計由紐西蘭威塔工作室完成，約翰·考克斯生物工作室則負責動畫機械科技。The Orphanage工作室也做了一些電腦成像.。
根據導演奉俊昊說法，怪物的靈感來自一篇文章，描述一條在漢江捕獲的S形脊柱畸形魚。因此，導演希望它看起來像一條類似魚的突變生物。這隻怪物也不像許多其他以怪物為主題的電影，牠的形體在電影開始就相當明顯，甚至在光天化日之下出現，這些設計獲得的正面評價。

## 票房
《駭人怪物》在2006年5月21日坎城電影節上首映，2006年7月27日在韓國全國上映。《駭人怪物》由韓國國內的出色演員宋康昊主演，該片在創紀錄的電影院上映，票房並在首映週末打破紀錄。《駭人怪物》獲得263萬人次觀賞和1,720萬的票房收入，輕鬆擊敗以前的記錄保持者《颱風》。這部電影在2006年8月6日達到了600萬人次觀賞。《駭人怪物》在九月初成為韓國史上最賣座的電影，門票銷售量在短短一個月超過1,230萬張。最終觀影人次為13,019,740人次。
2006年8月17日，《駭人怪物》在澳大利亞上映。2006年9月，《駭人怪物》在日本、新加坡、台灣、泰國和香港首映。2006年11月10日，《駭人怪物》在英國影院上映。這是《駭人怪物》第一次在亞洲和澳大利亞以外地區上映。2007年3月9日，《駭人怪物》在美國首映。其他幾個國家陸續播映，其中包含法國、愛爾蘭、瑞典、德國和西班牙。

## 評價
《駭人怪物》也在幾個電影節上放映。除了坎城電影節開幕外，其中最突出的是多倫多影展、東京影展和紐約電影節。該片橫掃韓國青龍獎  ，獲得四個獎項，包含最佳電影獎、最佳新女演員獎、最佳男配角獎。
法國電影雜誌《電影手冊》將《駭人怪物》選為2006年最佳影片第三名。日本電影雜誌《電影旬報》，選定它作為2006年前10名最佳外語片之一。（《硫磺島的英雄們》贏得了2006年最佳外語片）。
2007年3月11日美國有限放映後，《駭人怪物》獲得了非常正面的評論，在爛番茄網站獲得92%的新鮮度。此外，《駭人怪物》被評為2007年最優秀的電影之一，於Metacritic獲得85分。美國導演昆汀·塔倫蒂諾將《駭人怪物》名列1992年以來前20部優秀電影。許多電影評論家都給予《駭人怪物》相當高度的肯定。

## 獲獎
- 亞太影展[20][21]
  - 最佳男配角獎
  - 最佳音效獎
  - 最佳編劇獎
- 青龍映畫賞
  - 最佳電影獎
  - 最佳男配角獎
  - 最佳新女演員獎
  - 最佳視覺效果獎
- 亞洲電影大獎
  - 最佳電影獎
  - 最佳男主角獎
  - 最佳視覺效果獎
  - 最佳攝影獎
- 韓國電影大獎
  - 最佳電影獎
  - 最佳導演獎
  - 最佳攝影獎
  - 最佳電影配樂獎
  - 最佳視覺效果獎
- 大鐘獎
  - 最佳導演獎
  - 最佳剪輯獎

## 相關
2023年的電視劇《放学后战争活动》，其中第4集就有播放怪物襲擊畫面。

## 外部連結
- The Host （页面存档备份，存于） Official Site (Korean)
- The Host （页面存档备份，存于） Official Site (USA)
- 互联网电影数据库（IMDb）上《The Host》的资料（英文）
- 爛番茄上《The Host》的資料（英文）
- Metacritic上《The Host》的資料（英文）
- VFX World （页面存档备份，存于） "The Host: Creepie Korean Creatures" - The creation of the creature
- 'Hosting The Host': Bong Joon-Ho in NYC[]
- The Host on Class-B.net
- Review of The Host at DamnedNice.com